# ヘテロポリ酸
ヘテロポリ酸（ヘテロポリさん、heteropoly acid）は、イソポリ酸(MmOn)x–にたいして，ヘテロ原子が金属酸素酸骨格に挿入された(XlMmOn)x–型のポリ酸である。例えば、タングステンのオキソ酸とリンのオキソ酸が縮合したホスホタングステン酸 H3(PW12O40)·nH2O などのことを指す。
ヘテロポリ酸は、
- タングステン、モリブデン、バナジウムのような金属からなるイソポリ酸骨格に、
- ヘテロ原子と呼ばれるケイ素、リン、ヒ素などのPブロック元素が含まれる

ポリ酸である。
ヘテロポリ酸の結合した陰イオンは、ポリ酸塩と言われる。また、ヘテロポリ酸は不均一系触媒として広く利用される。